# Jacob Hellner
Jacob Hellner (* 1961) ist ein schwedischer Musikproduzent, hauptsächlich im Metal-Genre. Hellner ist vor allem bekannt für seine Arbeit mit Rammstein und Clawfinger.

## Leben
Vor seiner Karriere als Produzent versuchte Hellner sich bereits als Schlagzeuger und Gitarrist, stellte jedoch fest, dass es ihm mehr Vergnügen bereitete, Musik zu produzieren als sie zu interpretieren. Zudem war er Lehrer für Computertechnik und -programme. Nach seiner Rückkehr von einer Arbeitsstelle in San Francisco produzierte er das Debütalbum der Band Clawfinger, Deaf Dumb Blind. Dies war sein Durchbruch als Produzent.
Seit dem ersten Rammstein-Album ist er der Produzent der Band und produzierte auch das erste Album des Seitenprojekts des Rammstein-Gitarristen Kruspe, Emigrate genannt. Bei der Veröffentlichung der Konzert-DVD und -CD Rammstein: Paris im Jahr 2017 zeichnete Hellner noch für den Ton verantwortlich. Beim anschließenden siebten Rammstein-Album, das 2019 erschien, entschied sich die Band jedoch für ein neues Produzententeam.

## Produzierte Alben
- Stonecake – Under the Biketree (1991)
- Just D – Rock'n'Roll (1992)
- Clawfinger – Deaf Dumb Blind (1993)
- Clawfinger – Use Your Brain (1995)
- Rammstein – Herzeleid (1995)
- Rammstein – Sehnsucht (1997)
- Clawfinger – A Whole Lot of Nothing (2001)
- Rammstein – Mutter (2001)
- Covenant – Northern Light (2002)
- Mustasch – RatSafari (2003, auch Tontechnik)
- Clawfinger – Zeroes & Heroes (2003)
- Rammstein – Reise, Reise (2004)
- Rammstein – Rosenrot (2005)
- Enter the Hunt – For Life. 'Til Death. To Hell. With Love. (2006)
- Emigrate – Emigrate (2007)
- Apocalyptica – Worlds Collide (2007)
- Rammstein – Liebe ist für alle da (2009)
- Delain – We Are the Others (2012, auch Abmischung)
- Lindemann – Skills in Pills (2015, Postproduktion)
- Entombed A.D. – Dead Dawn (2016, Lieder 3, 4, 6)